# Indelta armén

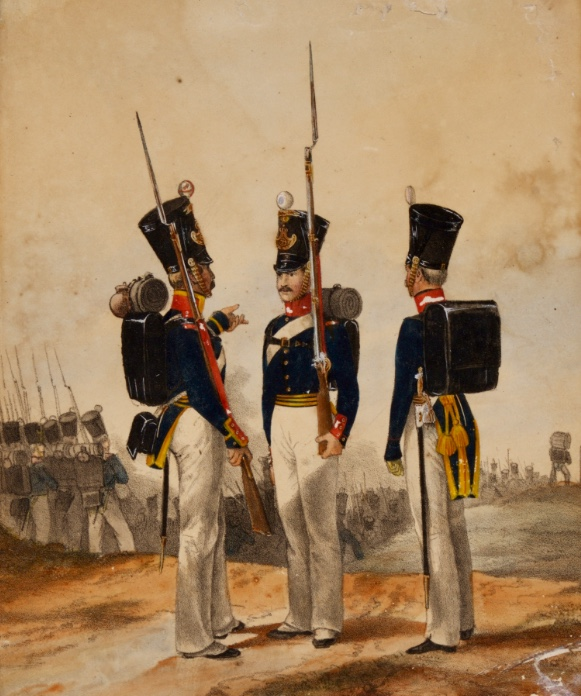
Indelta soldater under 1840-talet. Litografi av Heinrich Ambros Eckert och Dietrich Monten.

Indelta armén var den del av den svenska armén som före 1901 uppsattes genom rustning och rotering. Vid 1800-talets mitt bestod den indelta armén av omkring 23 000 man.